# Rutpela maculata
Rutpela maculata là một loài bọ cánh cứng trong họ Cerambycidae.

## Hình ảnh

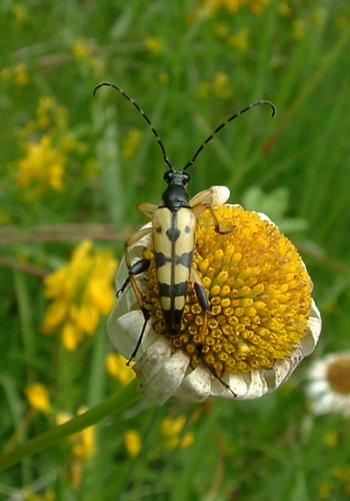
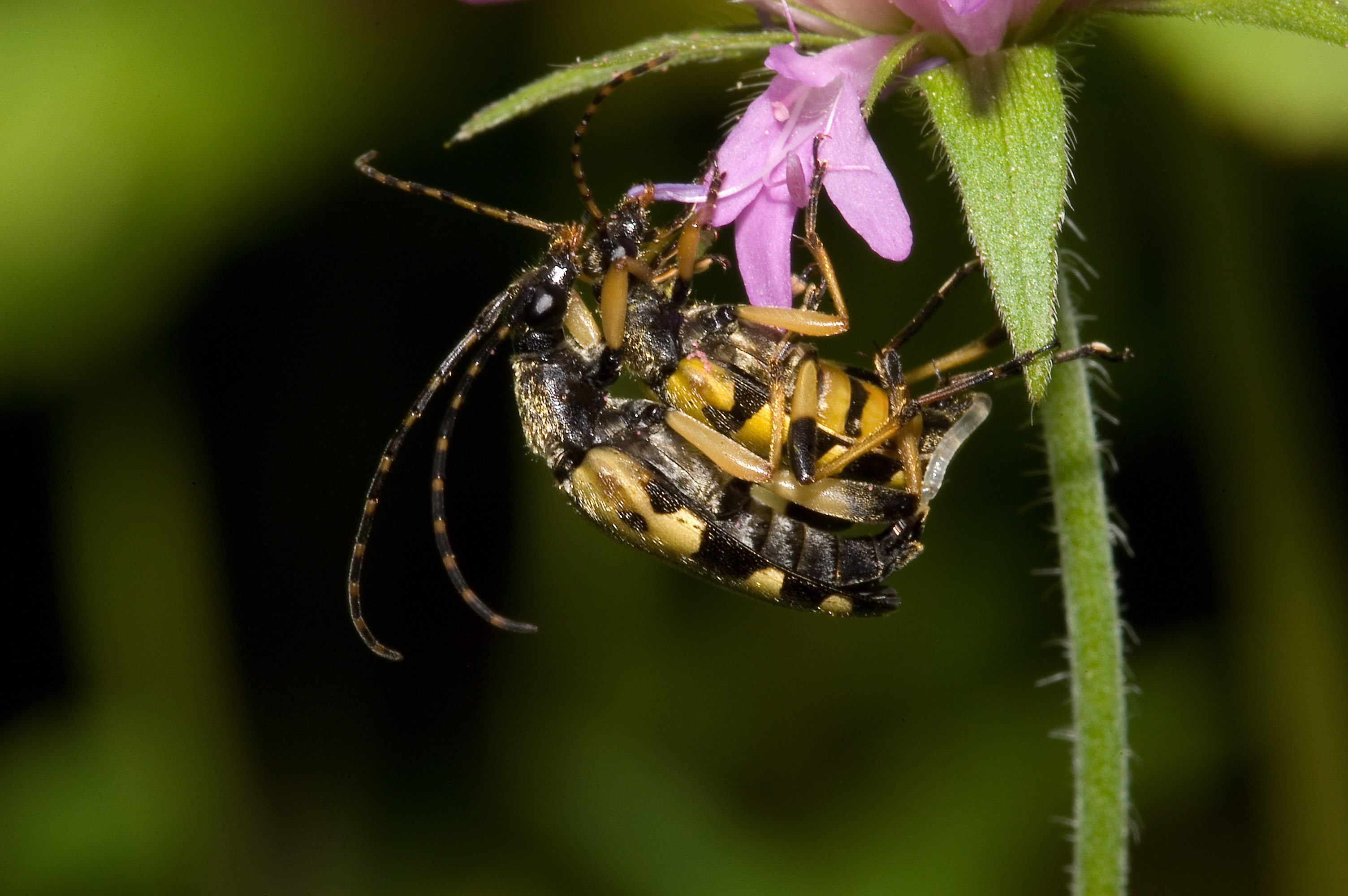
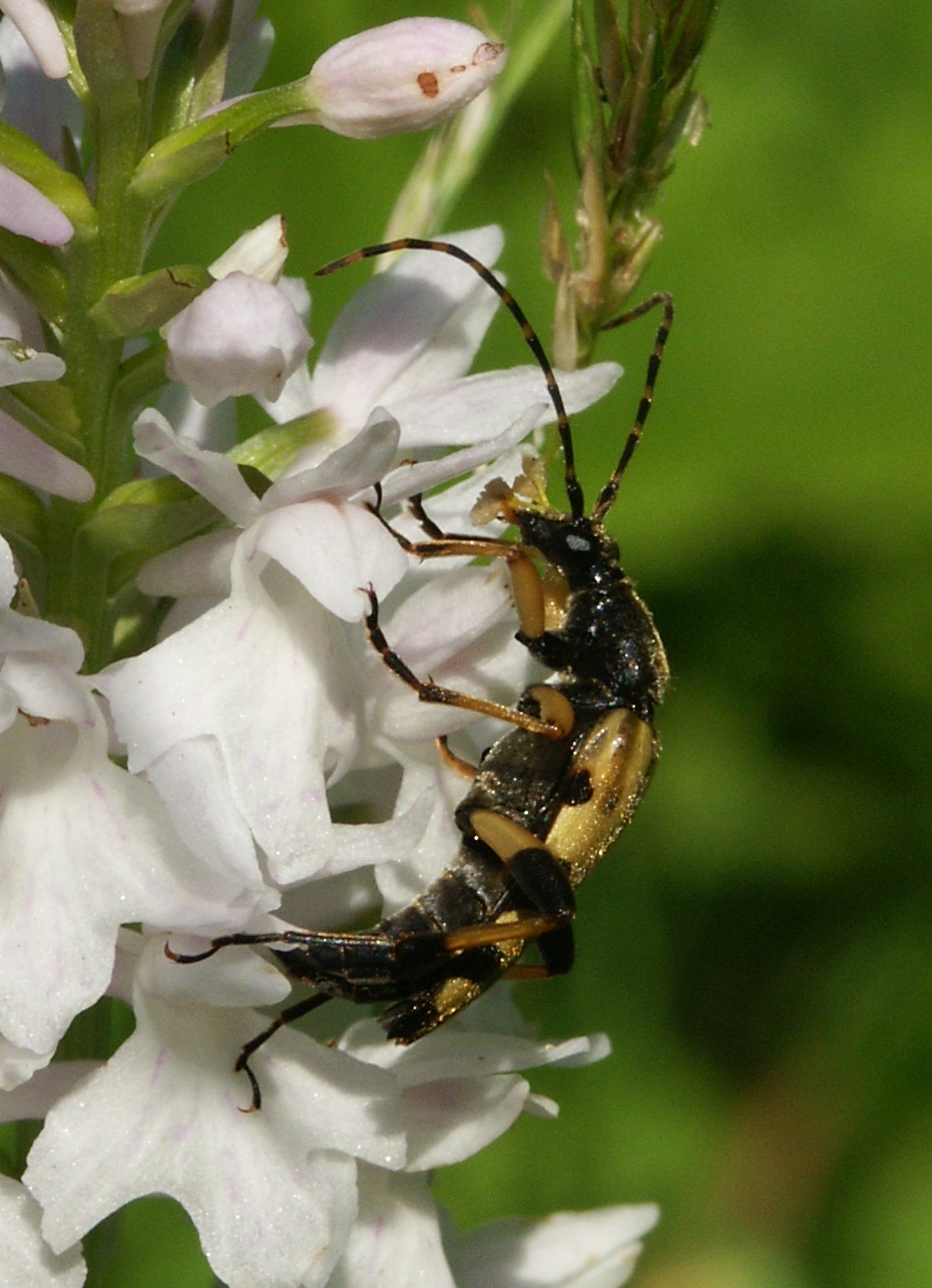
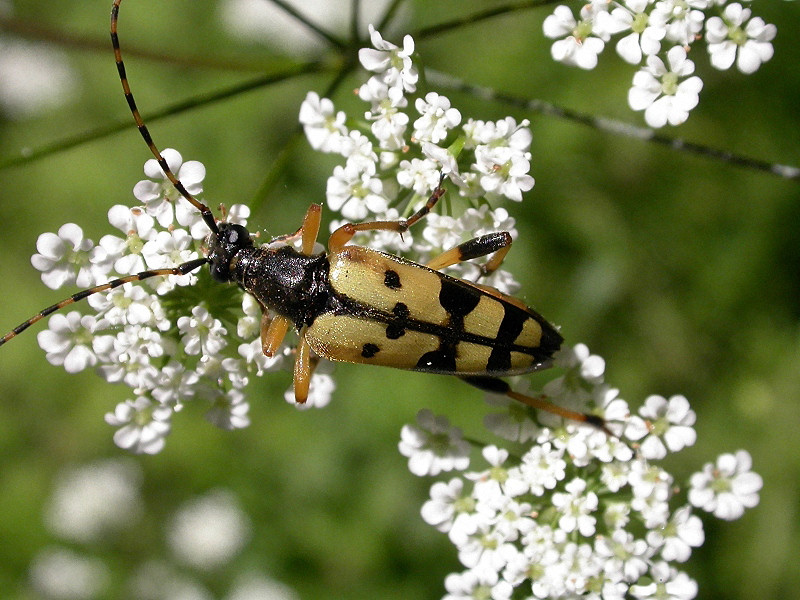